# Ramacca
Ramacca là một đô thị ở tỉnh Catania trong vùng Sicilia, có khoảng cách khoảng 140 km về phía đông nam của Palermo và cách khoảng 35 km về phía tây nam của Catania. Tại thời điểm ngày 31 tháng 12 năm 2004, đô thị này có dân số 10.630 người và diện tích là 305.8 km².
Đô thị Ramacca có các frazione (đơn vị cấp dưới) Libertinia.
Ramacca giáp các đô thị: Agira, Aidone, Assoro, Belpasso, Castel di Judica, Lentini, Mineo, Palagonia, Paternò, Raddusa.